# Zlatno zvono
Zlatno zvono je priznanje koje povodom visokih obljetnica umjetničkoga rada i/ili rođendana Predsjedništvo Hrvatskoga društva glazbenih umjetnika ponajprije dodjeljuje članovima Društva. Predsjedništvo HDGU ovo priznanje također dodjeljuje i ustanovama ili pojedincima osobito zaslužnima za razvoj glazbenoga života u Hrvatskoj povodom njihovih značajnih obljetnica kulturnoga i umjetničkoga djelovanja. Priznanje je prvi puta dodijeljeno 1999. godine.

## Vanjske poveznice
- HDGU: Zlatno zvono  Arhivirana inačica izvorne stranice od 29. studenoga 2013. (Wayback Machine)